# Chrysocharis nitetis
Chrysocharis nitetis är en stekelart som först beskrevs av Walker 1839.  Chrysocharis nitetis ingår i släktet Chrysocharis och familjen finglanssteklar. Arten är reproducerande i Sverige. Inga underarter finns listade i Catalogue of Life.